# Alexander Nikolajewitsch Suchorukow
Alexander Nikolajewitsch Suchorukow (russisch Александр Николаевич Сухоруков, wiss. Transliteration Aleksandr Nikolaevič Suchorukov; * 22. Februar 1988 in Uchta) ist ein russischer Schwimmer.

## Werdegang
Lobinzews Spezialstrecken sind die Freistildistanzen. Bei den Schwimmeuropameisterschaften 2008 in Eindhoven erreichte er mit der 4-mal-200-Meter-Freistilstaffel die Silbermedaille. Außerdem erreichte er über die 200 Meter Freistil den vierten Endrang.
Bei den Olympischen Sommerspielen 2008 in Peking erschwamm er mit der russischen 4-mal-200&-Meter-Freistilstaffel gemeinsam mit Danila Isotow, Jewgeni Lagunow und Nikita Lobinzew die Silbermedaille und stellte zugleich einen neuen Europarekord auf. Über die 200 Meter Freistil 19. Endrang.
Bei den Kurzbahneuropameisterschaften 2008 in Rijeka wurde er Fünfter über 200 Meter Freistil und mit der russischen 4-mal-50-Meter-Freistilstaffel belegte er den vierten Endrang.